# Klutschak-Halbinsel
Die Klutschak-Halbinsel (englisch Klutschak Peninsula, bis 1958 auch Henry Peninsula) ist eine Halbinsel in der Kitikmeot-Region des kanadischen Territoriums Nunavut. Sie ist nach Heinrich Klutschak benannt, dem österreichischen Kartografen der Überlandexpedition Frederick Schwatkas, die dieses Gebiet 1879 auf der Suche nach Spuren der Franklin-Expedition erforschte.
Die Klutschak-Halbinsel wird im Westen von der McLoughlin Bay des Queen Maud Gulf begrenzt. Im Osten trennt das Sherman Inlet sie von der Adelaide-Halbinsel. Die Klutschak-Halbinsel ist flach und besitzt zahlreiche seichte Seen. Sie ist im Mittel 38 Meter hoch, in ihrem höchsten Punkt 71 Meter. Im Queen Maud Gulf sind ihr einige Inseln vorgelagert, von denen O’Reilly Island die größte ist.